# 李迪斐
李迪斐（1941年—），汉族，中华人民共和国政治人物、第十一届全国政协委员。
担任上海建工总公司总承包部副总经理、总工程师、上海市政府参事。2008年，当选第十一届全国政协委员，代表科学技术界，分入第三十一组。